# Podlesí (Malá Morava)
Podlesí, bis 1949 Krumperky (deutsch Grumberg) ist ein Ortsteil der Gemeinde Malá Morava in Tschechien. Er gehört zum Okres Šumperk.

## Geographie
Podlesí liegt drei Kilometer südöstlich von Malá Morava im Glatzer Schneegebirge in einer Höhe zwischen 570 und 646 m am Abhang des Pohořelec (Oberbrenntenberg) am Kamenný potok, der nördlich des Dorfes in die March fließt.

## Geschichte
Grumberg wurde durch den Besitzer der Herrschaft Eisenberg, Johann von Žerotín im Jahr 1598 im Zuge der Expansion der Herrschaft bis an die March gegründet. Der Name des Städtchens wird von der Lage am „Krummen Berg“ abgeleitet. Eine andere Erklärung ist, dass sich der Name von „Grummet“ ableitet, der letzten Heuernte im Jahr, die am Oberbrenntenberg geerntet wurde. Johanns Sohn Bernhard von Žerotín erteilte Grumberg im Jahre 1612 verschiedene Privilegien. So erhielten die Grumberger das Recht Zünfte zu gründen, Handel zu treiben, ein Rathaus zu errichten und eine Mühle und ein Sägewerk zu bauen. Der Rat erhielt das Recht, den Bürgern den Boden der Stadt zum Hausbau zuzuteilen, das Polizeirecht und das Verwaltungsrecht.
Die ersten Einwohner Grumbergs waren sehr wahrscheinlich aus Franken zugewanderte Siedler. Diese Vermutung ist begründet durch den Dialekt, der von den Einwohnern Grumbergs gesprochen wurde. Er war dem Dialekt ähnlich, der heute noch in Franken gesprochen wird. Im Jahre 1680 kam ein katholischer Priester nach Grumberg und im Jahr 1683 wurde die Kirche errichtet, die der Hl. Maria Magdalena geweiht wurde. Um das Jahr 1670 hatte Grumberg 75 Einwohner, es waren 39 Bauern, 12 Gastwirte, 21 Handwerker und einige Häusler. In diesem Jahr wurde auch durch Rodung die Ackerfläche bedeutend erweitert. Die Einwohnerzahl wuchs, und 1793 waren in Grumberg 129 Häuser mit 916 Einwohnern vorhanden. Die Stadt verlor später immer mehr an Bedeutung und sank wieder zum Dorf herab. 1921 wurden in Grumberg  669 ausschließlich katholische Einwohner gezählt. Davon waren 652 Deutsche, 9 Tschechen und 8 Ausländer.
Die Bewohner Grumbergs lebten überwiegend von der Landwirtschaft, es wurden Korn, Weizen, Hafer, Kartoffeln und Flachs angebaut. Seit den 1920er Jahren gab es drei Gasthäuser, 3 Lebensmittelgeschäfte und einige Handwerksbetriebe. Auch war die Herstellung von Zwirnknöpfen ein Erwerbszweig. Grumberg hatte eine zentrale Wasserversorgung und durch eine Stromerzeugung in der Mühle auch eine zentrale Stromversorgung und Straßenbeleuchtung. In den Jahren nach 1930 entwickelte sich ein Tourismus, und besonders im Sommer kamen viele Urlauber nach Grumberg.
1932 wurde auf dem Oberbrenntenberg die Nordmährerbaude errichtet, die zu Fuß in etwa 30 Minuten zu erreichen war. 1962 wurde die Severomoravská chata durch einen Brand zerstört und wieder aufgebaut.
Zahlreiche radioaktive Quellen in der Umgebung Grumbergs hätten die Entwicklung Grumbergs zu einem Kurort gerechtfertigt. Auf dem Ringplatz Grumbergs wurde neben dem Rathaus ein  Park mit einem Springbrunnen angelegt. Zur Gemeinde Grumberg gehörte auch der Ortsteil Krummwasser (Křivá Voda), der in einer Höhe zwischen 540 und 680 m ca. 1,5 km nordöstlich von Grumberg liegt.
Nach dem Münchner Abkommen wurde der Ort dem Deutschen Reich zugeschlagen und gehörte bis 1945 zum Landkreis Mährisch Schönberg.
1946 wurden die Deutschen Einwohner vertrieben. Der tschechische Name Grumbergs wurde 1949 von Krumperky in Podlesí geändert. Es wurde versucht, Podlesí wieder zu besiedeln, aber viele der leerstehenden Häuser verfielen und mussten abgerissen werden. Ein Großteil der neu angesiedelten Bewohner verließen aber wieder Podlesí wegen fehlender Arbeitsmöglichkeiten. Seit 1980 gehört es als Ortsteil zur Gemeinde Malá Morava. 1990 lebten in Podlesí 99 Einwohner. Im Jahre 2001 bestand das Dorf aus 36 Wohnhäusern, in denen 111 Menschen lebten.

## Sehenswürdigkeiten
- der Hl. Maria Magdalena geweihte Kirche, 1683 errichtet.
- am Ringplatz gelegene Mariensäule, im 18. Jahrhundert errichtet
- in der Mitte des Ringplatzes gelegene Rathaus mit Uhr- und Glockenturm.
- am Ringplatz gelegene Kriegerdenkmal zum Andenken an die Gefallenen des Ersten Weltkrieges.